# Sant Joan de Ruanes
Sant Joan de Ruanes és una partida del municipi de Puigpelat, Alt Camp. Urbanitzat el 2004, l'any 2005 tenia 34 habitants i el 2022 eren 55.